# Stanley (Fernsehserie)
Stanley ist eine US-amerikanische Kinderserie von The Walt Disney Company aus den Jahren 2001 bis 2005, die auf Super RTL ausgestrahlt wird. Es wurden 65 Folgen je 30 Minuten produziert.
Stanley Griff ist sechs Jahre alt und besitzt drei Haustiere und hat einen älteren Bruder namens Leo. Seine Tiere sind: Elsie, eine Katze, Harry, ein Hund, und ein sprechender Goldfisch namens Dennis, den Stanley überallhin in seinem Goldfischglas mitnimmt. Die Serie dreht sich um ein „großes Buch, wo alles drinsteht“. Running Gag ist der ewige (erfolglose) Versuch von Dennis, die beiden anderen Tiere am Singen des Liedes "In dem großen Buch steht alles drin" zu hindern. In jeder Folge erfährt der Zuschauer etwas über Tiere wie die Spottdrossel oder Pferdestärken.

## Auszeichnungen
Shawn Pyfrom wurde 2003 für seine Sprechrolle für den Young Artist Award nominiert. Charles Shaughnessy gewann 2002 den Daytime Emmy Award. Die Serie wurde 2003 für den Annie Award nominiert.